# Binondo
Binondo  es uno de los dieciséis distritos de la ciudad de Manila en la República de Filipinas.

## Geografía
Ubicado en la margen derecha del río Pasig, linda al norte con Tondo; al sur con Intramuros y Ermita; al este con Santa Cruz; y al oeste con San Nicolás.
La población de Binondo es  de origen chino. Se trata del barrio chino más antiguo del mundo, fundado en 1594.

### Barangayes
Binondo se divide administrativamente en 10 barangayes o barrios, todos de  carácter urbano.
| Barangays | Población 2010 | Código    |
| --------- | -------------- | --------- |
| 287       | 2,078          | 133902001 |
| 288       | 1,265          | 133902002 |
| 289       | 485            | 133902003 |
| 290       | 546            | 133902004 |
| 291       | 809            | 133902005 |
| 292       | 3,140          | 133902006 |
| 293       | 486            | 133902007 |
| 294       | 1,877          | 133902008 |
| 295       | 1,062          | 133902009 |
| 296       | 1,237          | 133902010 |

## Historia
A principios del siglo XIX formaba parte del Corregimiento de Tondo  en cuyo territorio se hallaba la plaza y ciudad de Manila.

"...La situación de esta Población, es sobre el margen derecho del río Pasig, que la divide de la ciudad de Manila, cuyas dos Poblaciones se comunican por el Puente de Piedra, que tiene ciento quarenta y nueva varas de largo..."

"...Se extiende por la Costa de la Bahía, que está al Oeste y desde de Barra del citado río, hasta un callejón, o, pequeña calle que la divide de la de Tondo..."

"...En el término y Población de que se trata, se halla al margen derecho del sobredicho Pasig, y próximo a la confluencia de este con el Mar de la Bahía, el Edificio titulado Alcaycería de San Fernando, que sirviendo de Real Aduana; también tiene por objeto, el acomodo de los Chinos Comerciantes. que vienen cada año con sus Champanes y Embarcaciones, y es donde estabelcen sus Tiendas y Tráficos..."
Yldefonso de Aragón.

En este Distrito de Manila se encuentra la Basílica Menor de San Lorenzo Ruiz. El edificio original fue destruido en 1762 por los  británicos.
San Lorenzo Ruiz, hijo de padre chino y madre filipina, misionero católico, fue martirizado el 29 de septiembre de 1637 en Okinawa en el Japón por negarse a renunciar a su religión. Canonizado en 1987, es el primer santo filipino.